# Astragalus wilhelminae
Astragalus wilhelminae är en ärtväxtart som beskrevs av I.Deml. Astragalus wilhelminae ingår i släktet vedlar, och familjen ärtväxter. Inga underarter finns listade i Catalogue of Life.